# Max Blunck
Max Blunck (* 29. Dezember 1887 in Hamburg; † 2. Dezember 1957 ebenda) war ein deutscher Rechtsanwalt. 1933 wurde er im Zuge der Gleichschaltung zum Führer des Kösener SC-Verbandes mit damals etwa 28.000 Mitgliedern bestellt.

## Leben

### Herkunft, Beruf und politisches Wirken
Blunck stammte aus einer angesehenen Hamburger Familie und besuchte die Gelehrtenschule des Johanneums. Nach dem mit Auszeichnung bestandenen Abitur studierte er Rechtswissenschaften an der Universität Jena und wurde Mitglied des Corps Franconia. Am 8. Juni 1907 recipiert, ging er nach der Inaktivierung an die Friedrichs-Universität Halle. Zum Dr. iur. promoviert, durchlief er die Referendarausbildung im Bezirk des Hanseatischen Oberlandesgerichts, unter anderem beim Amt Ritzebüttel an der Elbmündung. Nach der Assessorprüfung ließ er sich als Anwalt in Hamburg nieder.
In der Zeit der Weimarer Republik war er zunächst Mitglied der nationalliberalen Deutschen Volkspartei, aus der er im Dezember 1930 austrat, um sogleich mit einem direkt an Hitler persönlich gerichteten Aufnahmegesuch zum 1. Januar 1931 der NSDAP beizutreten (Mitgliedsnummer 388.222). Er trat jedoch bis 1933 nicht in gehobenen Parteiämtern in Erscheinung.

### Corpsstudent
Der ordentliche Kösener Congress an Pfingsten 1933, der die Gleichschaltung und die Übernahme des Führerprinzips einleiten sollte, brachte den nach dem Subsidiaritätsprinzip organisierten KSCV an den Rand der Handlungsunfähigkeit. Am Rande dieses Congresses wurde daher der überzeugte Nationalsozialist Blunck vom Vorort Greifswald und vom Gesamtausschuss des Verbandes Alter Corpsstudenten (VAC) ohne Beteiligung des oKC zum „Führer des deutschen Corpsstudententums“ bestellt. Bei einer späteren schriftlichen Abstimmung stimmten alle Senioren-Convente der Ernennung zu. Am 1. Juni 1933 hatte man in Berlin mit dem Beauftragten des Führers der NSDAP, dem Staatssekretär und Leiter der Reichskanzlei Hans Heinrich Lammers, Rücksprache gehalten. Die für denselben Tag geplanten Plenarsitzungen des Verbandes wurden abgesagt. Damit wurden kontroverse Diskussionen über heikle Tagesordnungspunkte vermieden: Aufhebung des Toleranzprinzips, Judenfrage, Umgang mit dem Allgemeinen Deutschen Waffenring und dem Nationalsozialistischen Deutschen Studentenbund. Zugleich wurde die im Raum stehende Bestellung von Gauleiter Helmuth Brückner (Marcomannia Breslau) zum Führer des Verbandes umgangen. Im Anschluss kamen diejenigen Corpsstudenten zusammen, die auch Mitglied der NSDAP oder einer ihrer Massenorganisationen waren. 1933 in Kösen war es zudem zu einem Machtkampf zwischen Korporierten gekommen, die Mitglied der NSDAP oder einer ihrer Massenorganisationen waren. Blunck konnte sich gegen die Anwürfe der „ausgebremsten“ Fraktion durchsetzen, die der von der Reichsleitung beauftragte Referendar und SS-Sturmführer Wilhelm Benedikt Biermann führte. Biermann war Inaktiver der Corps Suevia München und Suevia Straßburg. Bluncks persönlicher Referent war Dr. iur. Rolf Weitzmann (Suevia Heidelberg). Aus Kösener Sicht war damit eine gemäßigte Form der Gleichschaltung gelungen.
Blunck gab am 10. Juli 1933 die Aufhebung des Toleranzprinzips durch eine Neufassung des § 43 der Kösener Statuten bekannt:

„Das Corps ist eine Vereinigung immatrikulierter Studenten derselben Universität, die im Sinne der nationalsozialistischen Weltanschauung ihre Angehörigen in aufrichtiger Freundschaft verbindet und zu Vertretern eines ehrenhaften Studententumes und zu charakterfesten, tatkräftigen, pflichttreuen, deutschen Männern erzieht. Judenstämmlinge, jüdisch Versippte oder Freimaurer können nicht Angehörige eines Corps sein.“

Blunck verlangte von den Corps bis zum 31. Juli 1933 die Erklärung der Annahme seiner Anforderungen, die allenthalben gegeben wurde. Weiterhin erklärte er den Wiederbeitritt zum ADW, den der KSCV 1932 aus politischen Gründen verlassen hatte. Mit insgesamt 23 Rundschreiben in den ersten sechs Monaten nach seiner Amtseinsetzung brachte Blunck den KSCV mit autoritären Vorgaben auf den „neuen“ Kurs. Blunck bestimmte zwei Beauftragte für die Kösener Verbände: Referendar Günther Kraaz (Bremensia) für den HKSCV und als Vertrauensmann für den Vorort und Dr. Werner Heringhaus (Austria) als Beauftragten für den VAC. Bluncks Adjutant wurde Hermann Druckrey (Saxo-Borussia, Starkenburgia). Mit seinem Sonderbeauftragten Alfred Funk sorgte er dafür, dass Baltia am 6. März 1934 als erstes Corps suspendieren musste. Seinem Freund Helmuth Leusch schrieb er am 11. Juni 1934:

„Das Corpsstudententum will leben und seine Pflicht tun; aber es steht nicht auf dem Standpunkt, wie viele Verbände, daß es gleichgültig sei, wie man lebt, wenn man nur lebe – das Corpsstudententum will corpsstudentisch leben können, wenn dazu die Möglichkeit nicht besteht, lieber auf sein Leben verzichten.“

### Verbandspolitik
In den folgenden zwei Jahren driftete jedoch die gesamte Studentenschaft mit der Gesellschaft weiter in den Nationalsozialismus und seine Organisationsstrukturen ab. Im Vergleich zu den meisten anderen Korporationsverbänden „steuerten“ die Kösener Verbände unter Blunck zunächst einen gemäßigten Kurs; im zunehmend nationalsozialistisch politisierten ADW stieß dieser aber auf Kritik. Im Dezember 1934 gründeten die anderen verbindungsstudentischen Verbände einen eigenen Völkischen Waffenring. Dieser Abspaltung sollten laut Gründungserklärung „nur solche Verbände angehören, die in ihren Gliederungen weder Judenstämmlinge, jüdisch Versippte noch Angehörige von Logen, Orden oder ihren Nachfolgeorganisationen dulden“. Der Völkische Waffenring bestand nur bis April 1935.
Die Verbände mit einer weniger restriktiven Haltung (Kösener Senioren-Convents-Verband, Deutsche Landsmannschaft, Miltenberger Ring) konterten am 12. Januar 1935 mit der Gründung der Gemeinschaft studentischer Verbände. Geführt von Staatssekretär Hans Heinrich Lammers, wurde sie vom NSDStB als Gesamtvertretung der studentischen Verbände anerkannt. Damit war der ADW (aber auch der Völkische Waffenring) wieder „entpolitisiert“. Er kümmerte sich nur noch um Fechtfragen.
Stolz schrieb Blunck am 27. März 1935 dem Schriftsteller Erwin Guido Kolbenheyer (Symposion Wien), den er als Festredner für den Kösener Congress 1935 gewinnen wollte: „Das Kösener Corpsstudententum hat sich an führender Stelle eingesetzt für die Erhaltung des deutschen Waffenstudententums und seine Gestaltung als ein wertvolles Instrument nationalsozialistischer Erziehung in der Hand unseres Führers. Wir können sagen, dass ein Erfolg war und ist die Gemeinschaft Studentischer Verbände, die unter unserer Führung ins Leben gerufen wurde und die Anerkennung der Partei gefunden hat.“ Polemisch wurde dieser Kurs vonseiten der „vollnationalsozialistischen“ Korporationsverbände als eine „scheinnationalsozialistische“ Ausrichtung des KSCV kritisiert.
Auch die Auseinandersetzungen mit dem NSDStB und den von ihm kontrollierten Kameradschaften nahmen seit 1933 an Schärfe zu. So kam es 1934 an der Universität Göttingen zwischen Korporierten und Nazis zu Straßenschlachten, die als Göttinger Krawalle bekannt wurden.
Die Entwicklung spitzte sich im Sommersemester 1935 mit dem Heidelberger Spargelessen und Hanns Martin Schleyers  Austritt beim Corps Suevia Heidelberg zu. Schleyers Begründung in einem offenen Brief an Blunck belegt das exemplarisch am Beispiel des Hochschulortes Heidelberg.
Zur Kösener Tagung am 7. Juni 1935 legte Blunck ein begeistertes Bekenntnis zum Nationalsozialismus ab 1786, es wurde das Deutschland- und das Horst-Wessel-Lied gesungen1787. Er schickte an Hitler ein Telegramm:
„Die in Bad Kösen versammelten Vertreter von 30.000 alten und jungen Corpsstudenten geloben Ihnen, mein Führer, ... treue Gefolgschaft. Sie glauben, dass der Sinn des Lebens nur erfüllt werden kann im Dienste an der Gemeinschaft des Volkes. Das Deutsche Volk wird unter Ihrer Führung sein und bleiben ein Volk der Ehre und der Arbeit, des Glaubens und des Friedens. Heil dem Führer!“
Dies ist von den Anwesenden begeistert aufgenommen worden. Adolf Hitler antwortete telegraphisch, dass er sich für das Treuegelöbnis und die Grüße bedanke.
Staatssekretär Lammers war im September 1933 nach der Gleichschaltung des KSCV der SS beigetreten und am 20. April 1935 zum Brigadeführer aufgestiegen. Vor diesem Hintergrund muss seine 1935 an Blunck gerichtete Anfrage gesehen werden, ob der KSCV bereit sei, die Arierbestimmungen uneingeschränkt, also ohne die Ausnahmebestimmungen des Berufsbeamtengesetzes, anzuwenden. Blunck blieb bei seinen auf dem Kösener Congress 1935 in Weimar erklärten Vorbehalten und forderte zuletzt am 28. August 1935 telegrafisch von Lammers eine Erklärung Hitlers, dass der Streichung der Ausnahmebestimmungen keine staatspolitischen Bedenken entgegenstünden. Wegen dieser Weigerung, die Arierbestimmungen durchzuführen, schloss Lammers den KSCV am 5. September 1935 telegrafisch aus der Gemeinschaft studentischer Verbände (GStV) aus.
Dies veranlasste Max Blunck am selben Tage, telegrafisch von allen Kösener Corps die Durchführung der Arierbestimmungen zu verlangen. Blunck und Lammers gerieten über einzelne Formulierungen in Streit. Seine nach dem Rücktritt Lammers' von der Führung der GStV (6. September 1935) am 10. September 1935 abgegebene Erklärung entzog Blunck den Rückhalt in Teilen des  Corpsstudententums. Ein von ihm selbst unverzüglich angerufenes Ehrengericht stellte keine Verfehlungen fest.
Bedrängt vom Chef der Reichskanzlei Hans Heinrich Lammers, trat Blunck am 10. September 1935 als Führer des KSCV zurück, obwohl ihm noch zwei Tage zuvor von wichtigen Alte-Herren-Senioren-Convente als den Entscheidungsträgern des VAC das Vertrauen in dieser schwierigen Situation ausgesprochen worden war.
Der KSCV wurde am 28. September 1935 suspendiert und verboten. Der Völkische Beobachter kommentierte dies am 3. Oktober 1935: „Mit seinem Verschwinden verliert die Reaktion eine ihrer stärksten Bastionen.“
Im November/Dezember verwandte sich Blunck bei Hitler persönlich für seinen Corpsbruder und Kollegen Heinz Rabe. Der mit einer „vierteljüdischen“ Ehefrau (sogenannter jüdischer Mischling zweiten Grades) verheiratete Anwalt konnte im Vorstand der Rechtsanwaltskammer verbleiben.
Nachfolger Bluncks als Führer des noch bis 1938 fortbestehenden VAC wurde Ernst Schlange (Pomerania).

### Weiters Wirken und Tod

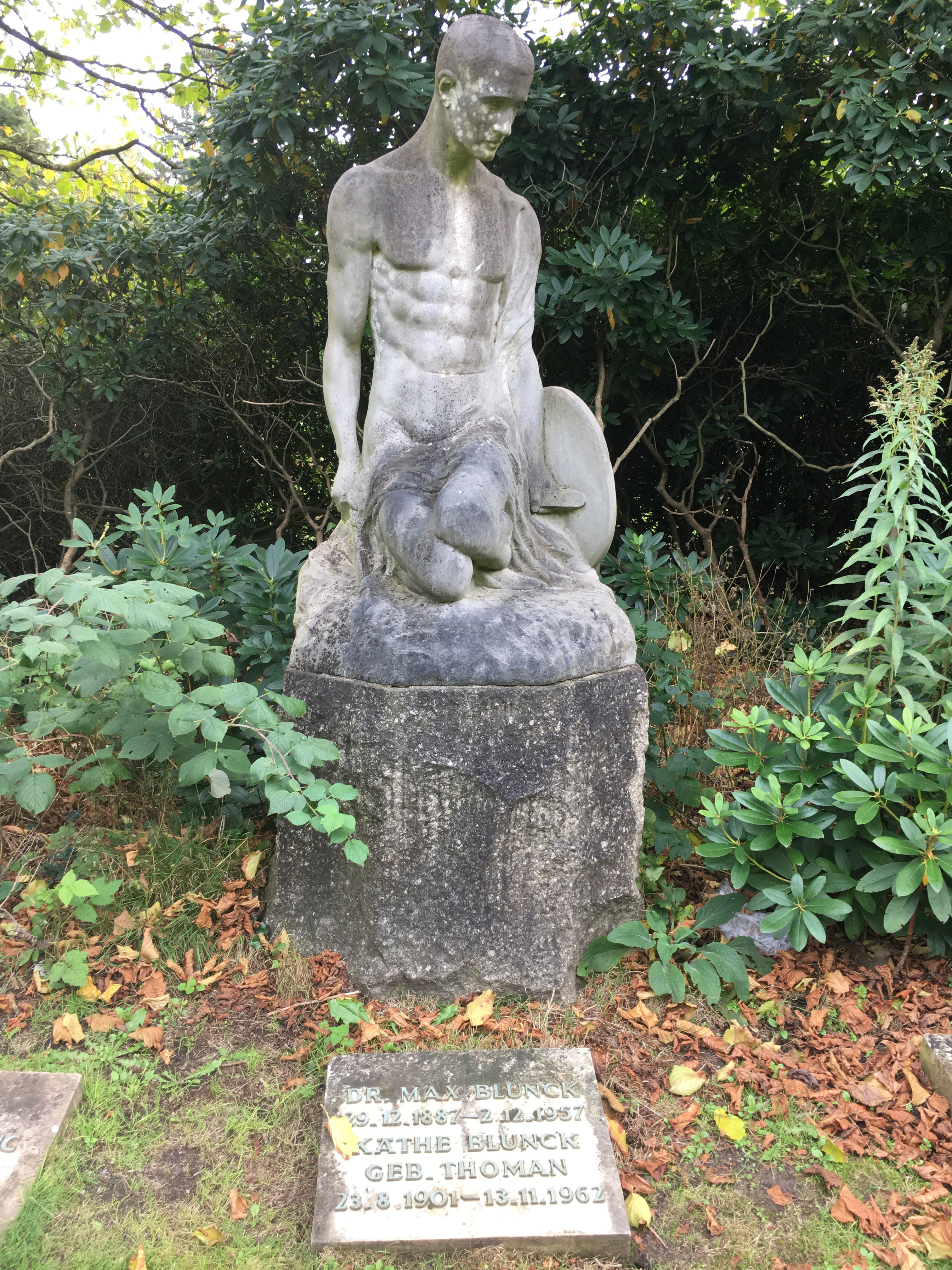
Grabstätte auf dem Friedhof Ohlsdorf

Nach dem Zweiten Weltkrieg war Blunck wieder als Rechtsanwalt in Hamburg tätig. Er verstarb wenige Wochen vor Vollendung seines 70. Lebensjahres und wurde auf dem Friedhof Ohlsdorf beigesetzt. Die Grabstätte im Planquadrat AD 14 liegt auf dem sogenannten „Millionärshügel“.

## Ehrungen
- Verdienstkreuz 1. Klasse der Bundesrepublik Deutschland (1953)[18]